# Голосование ногами
Голосовать ногами — политическое клише, описывает одну из форм обратной связи между управляемыми и управляющими. Голосование ногами часто происходит, когда обычный избирательный процесс нарушен.
Эта идиома восходит к процедуре голосования в древнеримском Сенате. Новым членам Сената (conscripti) не разрешалось принимать участие в обсуждениях наряду с патрициями, им разрешалось только «голосовать ногами» (pedibus in sententiam ire), то есть подходить к тому оратору с выступлением которого они были согласны.
Голосование ногами может означать как фактическое перемещение населения из неблагополучной территории в более благоприятную, так и фигуральное перемещение, как, например, отказ от членства в какой-либо организации или политической партии. Это может относиться и к произведениям искусства, спортивным зрелищам и т. п. — кинозритель «голосует ногами — не ходит». В России термин голосовать ногами популяризировал В. И. Ленин, когда описывал массовый уход с восточного фронта Первой мировой войны солдат Российской империи в 1918 году как их голос в пользу мира с Германией. В США этим термином широко пользовался президент Рейган.
Бегство жителей из ГДР в ФРГ времён немецкой оккупации Советским Союзом от всеобщей коллективизации также можно оценивать как голосование ногами.